# فيل جوس
فيل جوس (بالإنجليزية: Phil Goss)‏ مواليد 7 أبريل 1983 في ماريلند، هو لاعب كرة سلة أمريكي. بدأ مسيرته الاحترافية في سنة 2005. يلعب مع نيو باسكت برينديزي في ليغا باسكيت الدرجة الأولى كلاعب هجوم خلفي. يحمل الرقم 55.

## المسيرة الاحترافية
لعب مع نادي كشالين لكرة السلة في سنة 2008، ثم لعب مع سكافاتي باسكت في موسم 2009–2010، ثم لعب مع بالاكانسترو فاريزي في الدوري الإيطالي في موسم 2010–2011، ثم لعب مع أسفيل باسكت في الدوري الفرنسي في موسم 2011–2012، ثم لعب مع بالاكانسترو فاريزي في الدوري الإيطالي في سنة 2012، ثم لعب مع فيرتوس روما من سنة 2012 إلى 2014.

## روابط خارجية
- فيل جوس على موقع كرة السلة الأوروبية.كوم (الإنجليزية)
- فيل جوس على موقع كلية كرة السلة في سبورتس رفرنس.كوم (الإنجليزية)
- فيل جوس على موقع ريلجم (الإنجليزية)
- فيل جوس على موقع بروبوليرز (الإنجليزية)
- فيل جوس على موقع سبورتس رفرنس (الإنجليزية)